# 植田裕子
植田 裕子（うえだ ゆうこ、1977年6月16日 - ）は、奈良県出身の日本の柔道家。57kg級と63kg級の選手。身長161cm。得意技は内股。

## 経歴
奈良教育大学附属中学から天理高校を経て、天理大学へ進学した。2年の時には選抜体重別61kg級の2回戦でアトランタオリンピック金メダリストである恵本裕子に合技で一本勝ちするなどして3位になった。3年の時には63kg級で3位となった。4年の時には正力杯で優勝を飾った。2000年にミキハウスの所属となると、全国女子体重別で3位に入った。2001年のオーストリア国際では2位だった。2002年には実業個人選手権の決勝で三井住友海上の徳久瞳を破って優勝した。全国女子体重別では3位となった。2003年には階級を57kg級に変更すると、ジャパンスポーツコンディショニング協会に所属が変わった。講道館杯では3位だったものの、福岡国際では決勝で三井住友海上の茂木仙子を破って優勝を飾った。
一方で、天理大学時代には柔道以外にレスリングにも取り組むと、2年の時に全日本女子学生選手権62kg級で優勝した。全日本女子オープン選手権では柔道からレスリングに転向して僅か3年で世界チャンピオンとなった宮崎未樹子と準決勝で対戦するも、1-6で敗れて3位だった。3年の時には全日本女子オープン選手権で優勝した。

## 主な戦績
- 1997年 -　選抜体重別　3位(61kg級)

63kg級での戦績
- 1998年 -　選抜体重別　3位
- 1999年 -　正力杯　優勝
- 2000年 -　実業個人選手権　2位
- 2000年 -　全国女子体重別　3位
- 2001年 -　オーストリア国際　2位
- 2001年 -　実業個人選手権　3位
- 2002年 -　ドイツオープン　3位
- 2002年 -　実業個人選手権　優勝
- 2002年 -　全国女子体重別　3位

57kg級での戦績
- 2003年 -　講道館杯　3位
- 2003年 - 福岡国際　優勝

(出典、JudoInside.com)